# Super Women
Super Women è una serie a fumetti di genere nero italiana pubblicata in Italia dalla casa editrice Primo Donati nel 1966.

## Trama
Kristin, a seguito di un esperimento, vede il suo corpo trasformarsi mostruosamente.

## Storia editoriale
La serie venne ideata sulla scia del successo di Diabolik. Vennero pubblicati 7 volumi in formato tascabile (12x17 cm) a 96 pagine in bianco e nero da aprile a ottobre 1966. Le sceneggiature sono scritte da Clelia Ferrario e i disegni sono opera di Renato Frascoli.
Elenco episodi
1. “Il castello maledetto”
2. “ll giocatore di scacchi”
3. “L’imprendibile cassaforte”
4. “La miniera dei diamanti tragici”
5. “La scienza che uccide”
6. “Il contagio maledetto”
7. “Quando la scienza impazzisce”